# Dragon Ball Z: Budokai Tenkaichi
Dragon Ball Z: Budokai Tenkaichi, originalmente publicado como Dragon Ball Z: Sparking! (ドラゴンボールZ, Sparking! Doragon Bōru Zetto Supākingu!) é o primeiro jogo da série Dragon Ball Z: Budokai Tenkaichi, baseado na série de anime e mangá Dragon Ball, criado por Akira Toriyama. Foi lançado em 2005 pela Namco Bandai, que também fez a distribuição no Japão, e pela Atari no mundo. O jogo está disponível apenas para PlayStation 2.

## Origem do nome
O "Sparking!" no título japonês faz referência à última letra encontrada no refrão do primeiro tema de abertura da série de anime Dragon Ball Z, "Cha-La Head-Cha-La" (embora o tema da abertura do primeiro jogo seja a segunda abertura da série de TV, "We Gotta Power"). O título norte-americano é uma versão rearranjada de Tenkaichi Budokai (天下ー武道会, Tenka'ichi Budōkai, aproximadamente "Torneio de Artes Marciais Mais Forte Sob os Céus") (também conhecido como Tenka-ichi Budōkai), um torneio recorrente apresentado na série de mangá e anime. Apesar do título localizado, a série não é uma continuação da série Dragon Ball Z: Budokai. Especula-se que a Atari escolheu comercializar os jogos como parte da série Budokai para capitalizar seu sucesso.
Enquanto Sparking! apresenta músicas reais da série de anime Dragon Ball Z (assim como dos animes Dragon Ball e Dragon Ball GT) compostas por Shunsuke Kikuchi, o lançamento americano do primeiro jogo apresenta músicas recicladas da série Budokai (compostas no Japão por Kenji Yamamoto).

## O Jogo
O jogo conta com uma câmera ao contrário dos jogos anteriores, o personagem é visto de costas, conforme o jogador manipula a alavanca rotatoria (analogico) o personagem se movimenta fixadamente na tela, os combates são de diversos combos, contando com modo história que por si não é diferente em relação a jogos anteriores tal como a série budokai, seguindo o autor original, o modo multiplayer (2 jogadores) também sofre diferenças, os jogadores se posicionam lado a lado, o jogo contém 81 personagens ao todo, cada um tem sua habilidade e ataques próprios.

## Jogos da série Budokai Tenkaichi

### Dragon Ball Z: Budokai Tenkaichi
Dragon Ball Z: Budokai Tenkaichi, originalmente publicado como Dragon Ball Z: Sparking! (ドラゴンボールZ Sparking! Doragon Bōru zeto Supākingu!) no Japão, é a primeira parcela da série Budokai Tenkaichi. O jogo está disponível somente em Sony PlayStation 2. Foi lançado no Japão em 6 de outubro de 2005, a América do Norte em 18 de outubro de 2005 e a Europa em 21 de outubro de 2005. Agora é um título de Greatest Hits.
O jogo apresenta 81 personagens jogáveis em 90 formas e 10 estágios para a batalha. Os jogadores podem lutar em toda a terra devastada, área de Rock da terra, Planeta Namek, as ilhas, as ruínas da cidade, câmara hiperbólica do tempo, a Arena de jogos de célula, estrada da montanha, a Arena do torneio mundial e Lookout do Kami.
Apesar de não apresentando a música japonesa original, a versão americana do jogo permite selecionável inglês (elenco Funimation Productions) e vozes em Japonês, mantendo o Inglês escrito diálogo (como adaptado de tradução de Steven J. Simmons de script da versão original japonesa). No entanto, são conhecidos bugs na versão americana do Budokai Tenkaichi que causam pedaços de diálogo falado inglês e japonês para atravessar para a qualquer seleção que o jogador está usando, às vezes, especificamente Super Saiyajin 4 Goku faltando um inglês dub clipe de áudio depois de derrotar o Super Saiyajin 4 Vegeta e Super Saiyajin 1 Trunks do futuro falta um clipe de áudio Inglês para seu movimento super final , Terminar o Buster, embora outros exemplos também podem se aplicar.

### Dragon Ball Z: Budokai Tenkaichi 2
Dragon Ball Z: Budokai Tenkaichi 2, originalmente publicado como Dragon Ball Z: Sparking! NEO (ドラゴンボールZ Sparking! NEO Doragon Bōru zeto Supākingu! NEO) no Japão, é a segunda parcela da série Budokai Tenkaichi. O jogo está disponível no Sony PlayStation 2 e Wii, da Nintendo. As versões de PlayStation 2 e Wii têm diferentes datas de lançamento. Foi lançado no PlayStation 2 no Japão em 5 de outubro de 2006, a Europa em 3 de novembro de 2006, América do Norte em 7 de novembro de 2006 e Austrália em 9 de novembro de 2006. A versão Wii teve versões ligeiramente posteriores; foi lançado na América do Norte em 19 de novembro de 2006, Japão em 1 de janeiro de 2007, a Europa em 30 de março de 2007 e Austrália em 5 de abril de 2007. Agora é um título de Greatest Hits, como seu antecessor. Embora originalmente confirmado como sendo um título de lançamento na América do Norte para o Wii, algumas lojas começaram a vender a versão do Wii em 15 de novembro de 2006. Uma edição da V-Jump listados de janeiro de 2007 como a data de lançamento para a versão japonesa do lançamento do Wii. O jogo originalmente apresentado 129 caracteres e 16 etapas, embora as versões japonesa e PAL Wii veio com cinco caracteres adicionais (rei demônio Piccolo, Cyborg Tao, Appule, soldado de Freeza e forma Pilaf Robot/combinado) e uma fase extra como compensação de seus lançamentos de tarde (todos os caracteres adicionados reaparecem na versão em inglês do Tenkaichi 3).

### Dragon Ball Z: Budokai Tenkaichi 3
Dragon Ball Z: Budokai Tenkaichi 3, originalmente publicado como Dragon Ball Z: Sparking! METEOR (ドラゴンボールZ faíscas! METEORO Doragon Bōru zeto Supākingu! Meteo?) no Japão, é o terceiro jogo da série Budokai Tenkaichi. O jogo está disponível no Sony PlayStation 2 e Wii, da Nintendo.o jogo foi lançado no Japão em 4 de outubro de 2007, na América do Norte em 13 de novembro de 2007 e na Europa em 9 de novembro de 2007 para PlayStation 2 (a versão Wii foi lançada no Japão em 4 de outubro de 2007, em 3 de dezembro de 2007, a América do Norte e na Europa em 15 de fevereiro de 2008).
Tenkaichi 3 tem um total de 161 personagens, a maior lista de caracteres em qualquer jogo de Dragon Ball Z, bem como um dos maiores elencos em um jogo de luta. Ryo Mito uma vez declarou que o jogo nunca teria visto antes personagens exclusivamente para o jogo, embora os caracteres exclusivos só foram os Saiyajins transformando.
Vários novos recursos notáveis incluem: Battle Replay, noite e dia dos estágios, capacidade on-line do Wii. Batalha de Replay permite aos jogadores capturar suas lutas favoritas e salvá-los em um cartão SD para ver mais tarde. Dia e noite estágios permitem batalhas mais precisas na história de Dragon Ball, bem como a capacidade de se transformar em um grande macaco usando a lua (embora Saiyajins, como Vegeta Scouter ainda podem se transformar em dia através de satélites artificiais). Existem também várias outras diferenças de tempo, tais como o amanhecer e a tarde. Nem todos os estágios fornecem tempos diferentes. O jogador pode também alterar a aura de seu caráter. A versão Wii apresenta capacidade multiplayer on-line, o primeiro jogo da série a ter esse recurso. Os jogadores podem lutar contra alguém de todo o mundo com um sistema de ranking, mostrando a posição atual do jogador, em comparação com qualquer outra pessoa que tenha jogado on-line. Como compensação para a falta de on-line, Spike adicionou um novo "disco sistema de fusão" para a versão de PlayStation 2: inserir um disco Tenkaichi 1 ou 2 Tenkaichi durante o jogo destrava batalha final ou Ultimate Battle Z, (usar discos de diferentes regiões não vai funcionar), modos de destaque nos respectivos jogos necessários para desbloqueá-los. O jogo também suporta 480p para as versões de PlayStation 2 e Wii.
Outras características incluem mais ataques combinados ou caractere específico combos, Combos de explosão e o Z Burst Dash. Os ataques combinado adicional será capazes de ajudar a cadeia em mais ataques para mais danos e mais combos. Os Combos de explosão são combos normais usados no jogo, no entanto, inserindo outro botão para o ataque irá permitir ao jogador usar um ataque de explosão para dano extra. Dependendo os movimentos do personagem do jogador não poderá usar essa façanha como Videl ou Hercule. O Z Burst Dash é uma versão muito mais rápida e mais evasiva do Dragon Dash. Ele permite que o usuário para chegar por trás do oponente em alta velocidade para um ataque ou para evitar um ataque de explosão 2. A desvantagem dessa técnica é que drenará rapidamente o jogador de energia. Também para carregar toda sua energia, você deve ter uma explosão, um estoque cheio até à alimentação até o limite.
Algum material de bónus adicionais dentro do jogo foi os modos de história especial dados especificamente a Zarbon e Raditz, que foram tratados com atenção particularmente bem com seus próprios modos de jogo, ao contrário dos outros personagens. Um elemento de Tenkaichi 2, que está ausente do Tenkaichi 1 e Tenkaichi 3 é que o modo história permite ao jogador voar ao redor da terra e o planeta Namek, que também foi destaque em Dragon Ball Z: Budokai 3. Também durante cutscenes mais de dois caracteres pode ser visto na tela, que é mais do que os outros dois. Na seleção de personagem, há um pequeno defeito em um do nome do personagem.

### Ultimate Battle
É uma fase em que o jogador tentará ser o melhor guerreiro do jogo entre 100 guerreiros, e ele escolherá seu guerreiro e sua forma.Também pode praticar sem perder pontos quando é derrotado. Há ainda uma área onde o jogador treinará golpes, e aprenderá no "Tutorial" como utilizá-los.A seção options é onde pode escolher nível, mudar tela e controles.
Evolution Z é onde o jogador poderá personalizar seus personagens com capsulas de poderes que ele desbloqueará durante o jogo.Também poderá criar outros itens mais poderosos combinando os mais fracos. O Z Battle Gate é onde o jogador viverá as batalhas dos Guerreiros Z, e destravará personagens durante as lutas e também capsulas de poder.
O World Tournament é o chamado "Torneio de Artes Marciais". O jogador pode escolher desde torneios menores até o torneio de cell. Pode ainda jogar com seus amigos, de 1 a 8 jogadores. Em Characters Ilustrations o jogador poderá ver todos seus personagens desbloqueiados, e poderá conhecer mais sobre cada personagem.

### Dragon Ball: Sparking! Zero
Dragon Ball: Sparking! Zero (ドラゴンボール Sparking! ZERO, Doragon bōru: Supākingu! Zero), é o quarto jogo da série Budokai Tenkaichi, é a sequência do jogo Dragon Ball Z: Budokai Tenkaichi 3 de 2007 e o primeiro a ser lançado sob o título original Sparking! fora do Japão. O jogo será disponível no PlayStation 5, Xbox Series X/S, Microsoft Windows (via Steam). O jogo será lançado no Japão em 10 de outubro e mundialmente em 11 de outubro de 2024, que foi anunciado no Summer Games Festival 2024. Foi anunciado através de um teaser trailer no Dragon Ball Games Battle Hour 2023. No momento do anúncio, o título do jogo não havia sido divulgado; a revelação do nome ocorreria durante um trailer exibido no The Game Awards 2023. Notavelmente, o lançamento deste jogo marcará a primeira vez na história do Budokai Tenkaichi onde o nome japonês da série, Sparking!, é usado internacionalmente. O jogo contará com personagens, formas e fases jogáveis novas e antigas, com as fases contendo elementos destrutíveis. Espera-se que o novo título inclua personagens obscuros de toda a franquia, assim como as entradas anteriores de Budokai Tenkaichi.

## Personagens
Estes são os personagens disponíveis no jogo:
- Goku (SSJ 1, SSJ 2, SSJ 3, SSJ 4);
- Vegeta (SSJ 1, Super Vegeta, Majin Vegeta, SSJ 2, SSJ 4);
- Piccolo;
- Kuririn;
- Ten Shin Han;
- Chaos;
- Yamcha;
- Kid Gohan;
- Teen Gohan (SSJ 1, SSJ 2);
- Gohan (SSJ 1, SSJ 2, Ultimate Gohan);
- Great Saiyamen;
- Trunks Sword (SSJ 1);
- Trunks (SSJ 1, Super Trunks);
- Kid Trunks (SSJ 1);
- Goten (SSJ 1);
- Gotenks (SSJ 1,SSJ 3);
- Vegetto (Super Vegitto);
- Super Gogeta;
- Gogeta SSJ 4;
- Raditz;
- Nappa;
- Scouter Vegeta (Great Ape);
- Saibaman;
- Zarbon (Zarbon transform,)
- Dodoria;
- Guldo;
- Butter;
- Reecom;
- Jeice;
- Capitain Ginyu;
- Freeza (First Form, Second Form, Third Form, Final Form, Full Power e Mecha Freeza);
- Androide 16;
- Andróide 17;
- Andróide 18;
- Androide 19;
- Androide 20;
- Cell (First Form, Second Form, Perfect Form e Perfect);
- Cell Junior;
- Dabura;
- Fat Boo;
- Super Boo (Absorb Gotenks, Absorb Gohan);
- Devil Boo;
- Kid Boo;
- Mr. Satan/Hércules;
- Videl;
- Bardock;
- Cooler Final Form;
- Broly;
- Bojack Pós-Transformation;
- Janemba;
- Baby Vegeta;
- Super 17;
- Mestre Kame;
- Tao Pai Pai;
- Kid Goku;
- Great Ape;